# فرنسيس ليمان وردن
فرنسيس ليمان وردن هو سياسي أمريكي، ولد في 15 أكتوبر 1830 في مارلبورو في الولايات المتحدة، وتوفي في 5 فبراير 1887 في ميسولا في الولايات المتحدة.